# Admiral Kornilov (1887)
Admiral Kornilov byl chráněný křižník ruského carského námořnictva. Provozován byl v letech 1888–1911.

## Stavba

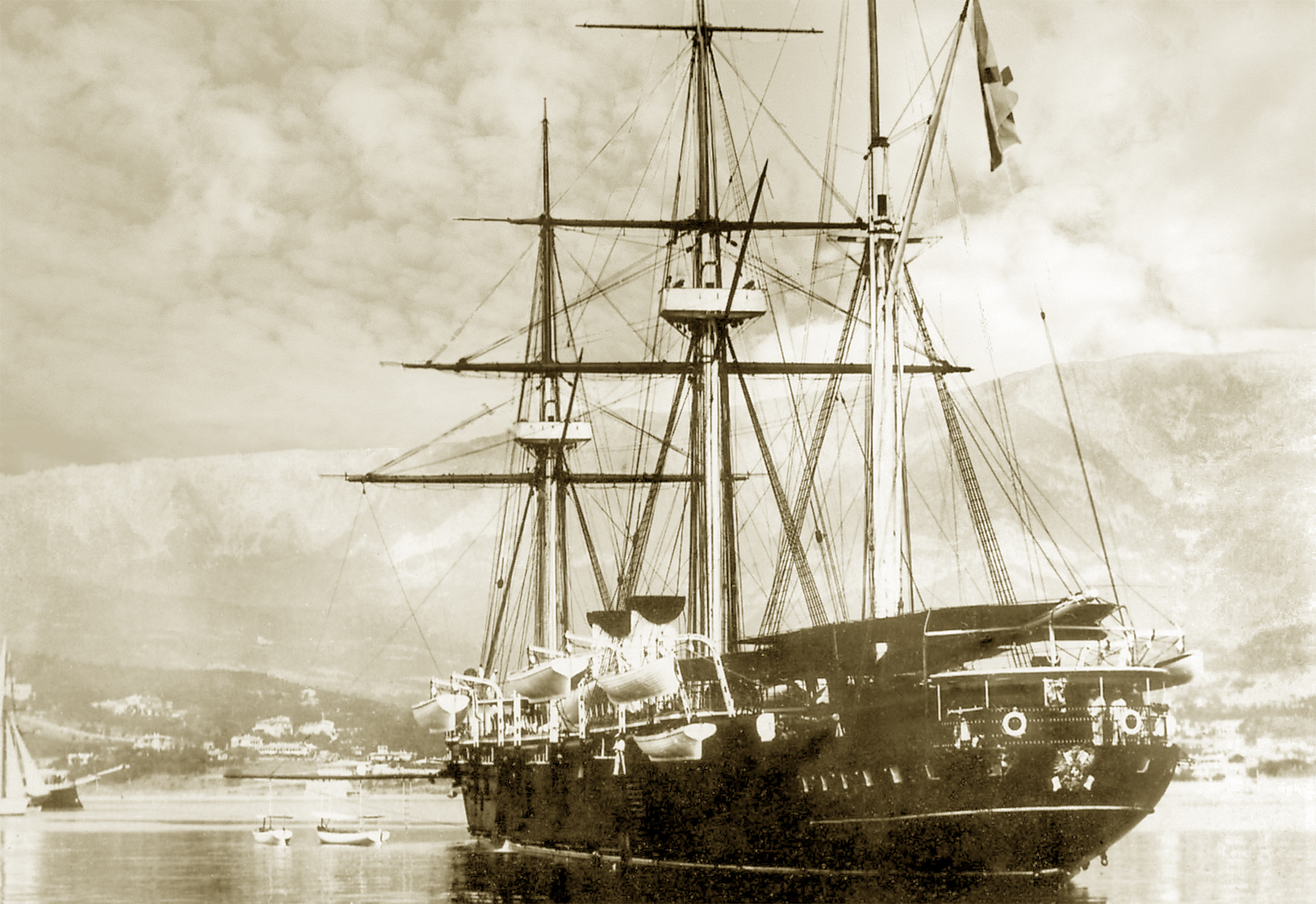
Admiral Kornilov

Křižník postavila v letech 1885–1888 francouzská loděnice Ateliers et Chantiers de la Loire v Saint-Nazaire.

## Konstrukce

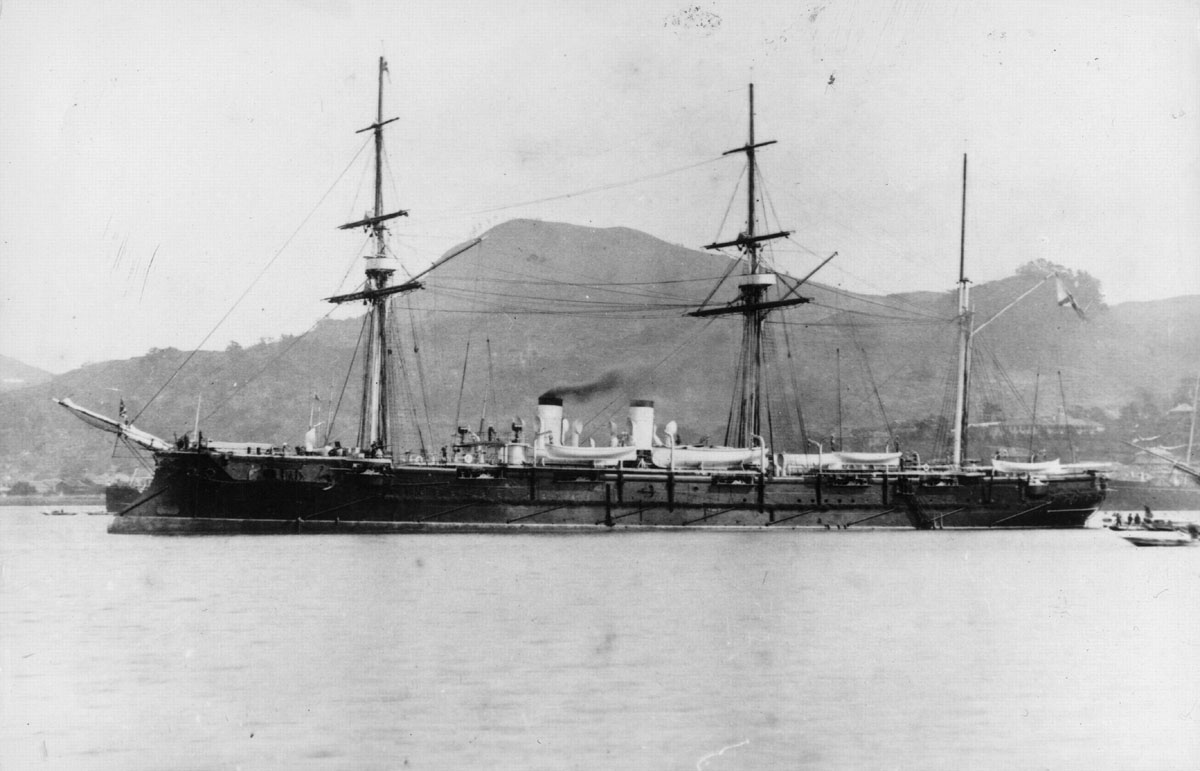
Admiral Kornilov

Křižník nesl výzbroj čtrnácti 152mm kanónů, šesti 47mm kanónů, deseti 37mm kanónů a šesti 381mm torpédometů. Pohonný systém měl výkon 5977 hp. Skládal se z parních strojů a 8 kotlů, pohánějících dva lodní šrouby. Nejvyšší rychlost dosahovala 17,6 uzlu. Dosah byl 5000 námořních mil při rychlosti 10 uzlů.

## Osudy
Roku 1905 křižník dostal modernější výzbroj. Roku 1907 byl převeden k výcviku a roku 1911 vyřazen.